# Лисиче (Каховський район)
Ли́сиче — село в Україні, у Верхньорогачицькій селищній громаді Каховського району Херсонської області. Населення становить 67 осіб. 24 лютого 2022 року село тимчасово окуповане російськими військами під час російсько-української війни.

## Населення
Згідно з переписом УРСР 1989 року чисельність наявного населення села становила 93 особи, з яких 41 чоловік та 52 жінки.
За переписом населення України 2001 року в селі мешкало 67 осіб.

### Мова
Розподіл населення за рідною мовою за даними перепису 2001 року:
| Мова       | Відсоток |
| ---------- | -------- |
| українська | 98,51 %  |
| російська  | 1,49 %   |